# Livro (álbum)
Livro é um álbum de estúdio do cantor, músico e compositor baiano Caetano Veloso, lançado em 1997. Neste álbum, o próprio Caetano afirma haver contrapontos, divergências e semelhanças entre sua carreira e a de Chico Buarque, o título do álbum refere-se ao livro em que Caetano escreve enquanto produzia seu álbum. Entre os destaques do disco estão: "Não Enche" (homenagem a "Se Manda" de Jorge Ben Jor); "Pra Ninguém" (contraponto de "Paratodos" de Chico Buarque), "Você é Minha" e "Minha Voz, Minha Vida". O disco contém também uma versão narrada de um trecho do poema "O Navio Negreiro", de Castro Alves.
| Críticas profissionais | Críticas profissionais |
| Avaliações da crítica  | Avaliações da crítica  |
| Fonte                  | Avaliação              |
| ---------------------- | ---------------------- |
| AllMusic               | [ 2 ]                  |
| Billboard              | Positiva               |
| Pitchfork              | 9.0/10                 |
| Rolling Stone          | [ 5 ]                  |
| Spin                   | 7/10                   |

## Faixas
Todas as canções escritas por Caetano Veloso, exceto onde notado.
| N.º            | Título                           | Compositor(es)              | Duração |  |
| 1.             | "Os Passistas"                   |                             | 3:23    |  |
| 2.             | "Livros"                         |                             | 4:29    |  |
| 3.             | "Onde o Rio é Mais Baiano"       |                             | 3:21    |  |
| 4.             | "Manhatã"                        |                             | 5:16    |  |
| 5.             | "Doideca"                        |                             | 3:39    |  |
| 6.             | "Você é Minha"                   |                             | 3:44    |  |
| 7.             | "Um Tom"                         |                             | 2:30    |  |
| 8.             | "How Beautiful Could a Being Be" | Moreno Veloso               | 3:27    |  |
| 9.             | "O Navio Negreiro (Excerto)"     | Caetano Veloso Castro Alves | 5:16    |  |
| 10.            | "Não Enche"                      |                             | 3:28    |  |
| 11.            | "Minha Voz, Minha Vida"          |                             | 2:50    |  |
| 12.            | "Alexandre"                      |                             | 5:46    |  |
| 13.            | "Na Baixa do Sapateiro"          | Ary Barroso                 | 3:46    |  |
| 14.            | "Pra Ninguém"                    |                             | 2:59    |  |
| Duração total: | Duração total:                   | Duração total:              | 54:01   |  |

## Prêmios e indicações
| Ano  | Prêmio        | Categoria                                       | Resultado | Ref.        |
| ---- | ------------- | ----------------------------------------------- | --------- | ----------- |
| 2000 | Grammy        | Grammy Award para Melhor Álbum de Música Global | Venceu    | [ 7 ] [ 8 ] |
| 2000 | Grammy Latino | Melhor Álbum de MPB                             | Venceu    | [ 9 ]       |
| 2000 | Grammy Latino | Álbum do Ano                                    | Indicado  | [ 9 ]       |

## Desempenho nas Paradas
| Chart (1999)                            | Peak position |
| --------------------------------------- | ------------- |
| Estados Unidos (Billboard World Albums) | 13            |

## Vendas e certificações
| Região                                                                                             | Certificação | Vendas  |
| -------------------------------------------------------------------------------------------------- | ------------ | ------- |
| Brasil (Pro-Música Brasil)                                                                         | Ouro         | 160.000 |
| *números de vendas baseados somente na certificação ^distribuições baseadas apenas na certificação |              |         |

## Histórico de lançamento
| País           | Data               | Formato | Gravadora(s)     |
| -------------- | ------------------ | ------- | ---------------- |
| Estados Unidos | 1 de junho de 1999 | CD      | Nonesuch Records |